# Bleikja (Bjørnafjorden)
Ne doit pas être confondu avec Bleikja, Bleikja (Kvinnherad) ou Bleikja (Tysnes).
Bleikja est une île norvégienne dans le comté de Hordaland. Elle fait partie du territoire de l'ancienne commune de Øs, aujourd'hui rattachée à Bjørnafjorden.

## Géographie
Rocheuse et couverte d'arbres, elle s'étend sur environ 110 m de longueur pour une largeur approximative de 90 m. Elle compte deux habitations. 